# Dragoș Tudorache
Dragoș Tudorache est un homme politique roumain.
Il est ministre des Affaires intérieures entre le 7 septembre 2016 et le 4 janvier 2017.
Il est député européen de 2019 à 2024.